# Georg von Stubai
Georg von Stubai (* in Fulpmes; † 17. Dezember 1443 in Brixen), auch Georg von Brixen genannt, war Fürstbischof der Diözese Brixen.
Er wurde in Fulpmes im Stubaital im Ortsteil Medraz, Österreich als Kind eines Priesters geboren. Er wurde Priester und war von 1437 bis 1443 Fürstbischof von Brixen. Georg unterstützte den Gegenpapst Felix V., der vom Konzil von Konstanz gewählt worden war. 
Im selben Jahrhundert wirkten in Brixen die Bischöfe Georg Golser und Nikolaus von Kues.